# 藍天虹
藍天虹（1925年—2007年3月26日），四川資中人，話劇、電影、電視演員、香港泰吉影業創辦人，以主演《阿里山風雲》在臺灣知名。

## 早年
藍天虹為1925年生，四川資中人。年輕時的藍天虹相貌濃眉大眼、鼻直口方，娃娃臉、身裁結實，在參加孩子劇團時就被時為導演的宗由賞識，進入神鷹中藝等劇團，名聲在四川響起。他加入上海救亡演劇第十一隊後，與在孩子劇團就認識、改名為「張茜西」的張素雲重逢，便於1946年在南京結婚。
抗戰勝利後，藍天虹到上海加入國泰影業公司作電影明星。早年作品有《雞鳴早看天》、《春歸何處》、《終身大事》、《荒園豔跡》等。1949年2月，國泰影業公司派出《阿里山風雲》外景隊赴臺灣拍攝。藍天虹與妻子帶長子「煤球」到臺灣，次子「鐵球」留在重慶。同年5月20日兩岸斷航後，外景隊至花蓮縣拍攝《阿里山風雲》。主演藍天虹回憶，當時看到電影在台北中山堂上映時坐無虛席、門口大排長龍，讓他感覺意外。之後，藍天虹開設撞球店，但生意不佳。1951年，藍天虹成立實踐劇團，並由丁衣作編劇。
蔣經國任農業教育電影公司董事長後，因之前住在台北市中山北路四條通而認識了藍天虹，便找藍天虹來與盧碧雲在電影《惡夢初醒》演一對情侶。在這齣電影中，藍天虹的表現被影評為「尚稱努力」。
藍天虹個性被認為公子哥兒、憤世傲物，在拍攝電影《美麗寶島》時發生衝突。此後，他以自己的實踐劇團接起晚會演出，但收入不佳，名聲被認為已不如之前《阿里山風雲》。藍天虹也與張茜西、王玨、夷光等人參加自由萬歲劇團，巡演反共話劇《天字第一號》。
1956年8月23日，藍天虹演出中影公司、宗由執導的《鼎食之家》在台中市開鏡。該片由11月19日在台北國際戲院試以《錦繡前程》之名試映時，就獲好評。
1958年6月29日，藍天虹受童月娟邀情至香港演《多情的野貓》。藍天虹在香港拍完《茶山情歌》後，1959年5月22日回到臺灣。

## 中年
藍天虹與張茜西住在台北市徐州路時，又育一女「繡球」。藍天虹常受聘於學校而替學生們排劇，傳有與女學生的緋聞。1960年5月中旬，即將臨盆的洪明麗從彰化縣田中鎮北上找藍天虹，讓藍、張兩人婚姻破裂。9月5日，藍天虹與張茜西簽妥離婚。日後，張茜西帶兒子張旗移居香港。
1961年，藍天虹成立藍天電影公司，第一齣戲《古墓幽魂》由洪明麗作女主角。該年發生台灣肥料賄賂案，警方偵查四年。1967年，藍天虹因此案遭判刑一年。後，洪明麗因丈夫與淡江文理學院外文系法文組女學生吳玉雲外遇，而兩人離婚，1970年10月20日與演員萬山結婚。
1970年初，藍天虹住在松山區時，至中華電視公司工作。1971年，他在華視演過連續劇《萬家生佛》、《毒鴛鴦》。藍天虹於1972年成立泰吉影業，由妻子吳玉雲擔任製片。藍天虹發掘原先當替身演員的黃文豪，而成為武打明星。

## 晚年
藍天虹在暮年娶第四任妻子，為泰國華僑凱莎玲。
1992年3月10日，藍天虹兒子張旗在籌拍《中華警花》續集時於香港因心臟病猝死。
藍天虹晚年將事業轉至香港，與兒子藍海瀚合作拍攝《龍騰虎躍》，還曾希望能重拍《阿里山風雲》。2004年5月14日，藍天虹前妻張茜西在香港因心臟病病逝。2006年，在一場金馬獎資深演員餐會上，洪明麗見到了藍天虹，便主動前來打招呼，但不被年邁的藍天虹記得了。
2007年3月26日清晨，藍天虹在香港家中睡覺時去世。該月29日，由退休影劇記者宇業熒執筆的藍天虹口述傳記《八十載滄桑話舊》出版。